# Шнырёв, Сергей Юрьевич
Сергей Юрьевич Шнырёв (род. 26 июля 1971, Москва, РСФСР, СССР) — российский актёр театра и кино.

## Биография
В 1993 году окончил Школу-студию МХАТ (курс Авангарда Леонтьева) и был принят в труппу Московского Художественного театра им. А. П. Чехова, где проработал до 2008 года.
С 2022 года — актёр Театра сатиры.
Играл в спектакле театра им. Ермоловой «Благодарю вас навсегда» и в антрепризном спектакле «Опасный, опасный, очень опасный» (постановка Сергея Виноградова). Также играл в спектакле «За зеркалом» с Галиной Вишневской, в «Маленьких трагедиях» в постановке Романа Козака и в «Скупом рыцаре».

## Роли в театре
Московский художественный театр им. А. П. Чехова
- «За зеркалом» — Ланской
- «Ундина» — Бертран
- «Гроза» — Борис
- «Урок мужьям» — Валер
- «Урок женам» — Орас
- «Борис Годунов» — Феодор
- «Маленькие трагедии» — Альбер
- «Горе от ума» — Молчалин
- «Любовь в Крыму» — Ленин
- «Преступление и наказание» — Миколка
- «И свет во тьме светит?» — Стёпа
- «Сирано де Бержерак» — Кристиан де Невилет
- «Священный огонь» — Морис Тэбрет
- «Лёгкий привкус измены» — Виктор
- «Крейцерова соната»
- «Обломов» — Аркадий
- «Сонечка»

Театр им. Ермоловой
- «Благодарю вас навсегда»

## Фильмография
1. 1992 — Женщина на ветру (Франция) — Журналист
2. 1992 — Мушкетёры двадцать лет спустя — Рауль де Бражелон, сын Атоса
3. 1993 — Лихая парочка
4. 1993 — По следу телеграфа
5. 1994 — Лето любви (Lato miłości, Польша, Беларусь) — Александр
6. 1994 — За зеркалом — спектакль
7. 1996 — Агапэ — Валентин
8. 1997 — Волшебный портрет — Иван
9. 2001 — Сыщики — лаборант
10. 2003 — Возвращение Мухтара
11. 2003 — На углу, у Патриарших 3 — Александр Прохоров, журналист
12. 2003 — Удар лотоса 3 — Шульгин
13. 2004 — Возвращение Титаника 2
14. 2004 — Ключи от бездны: Охота на призраков — Свиридов
15. 2004 — Ловушка для полтергейста — Андрей
16. 2004 — Одинокое небо — Наждак
17. 2004 — Рокировка — Игорь Березин
18. 2005 — Тайная стража — Андрей Лехельт, «Дональд»
19. 2006 — Червь — Сергей
20. 2007 — Закон и порядок: Отдел оперативных расследований — Игорь Волков («Завершение дела»)
21. 2007 — Служба доверия — Николай Бурлаков
22. 2007 — Судебная колонка — Слепнев
23. 2007 — Ты сверху, я снизу — Костя, известный кутюрье
24. 2008 — Морской патруль — Антон Маршалок
25. 2008 — Никто, кроме нас… — Евгений Левашов (главная роль)
26. 2008 — Я знаю, как стать счастливым! (Россия, Украина)
27. 2008-2009 — Рыжая — Дмитрий Орлов, продюсер
28. 2009 — Морской патруль 2 — Антон Владимирович Маршалок
29. 2009 — Закон обратного волшебства — Валентин Певцов
30. 2009 — Подарок судьбы — Игорь Макаров
31. 2009 — Тайная стража. Смертельные игры — Андрей Лехельт, «Дональд»
32. 2009 — Супруги (телесериал) — Виктор Иванов, майор
33. 2010 — Доктор Тырса — хирург Эдуард Ильич Гребнев (13 серия)
34. 2010 — О чём говорят мужчины — Муж Леры
35. 2010 — Лучший друг моего мужа — Борис Панов
36. 2010 — Сыщик Самоваров — Владимир Семёнов
37. 2011 — Здравствуй, мама! — Борис Борисович
38. 2011 — Земля людей — Борис Орехов
39. 2011 — Испанец — Павел Камозин
40. 2011 — Супруги-2 — Виктор Олегович Иванов
41. 2011 — Я дождусь — Виктор Николаевич
42. 2014 — Человек, который спас мир — Станислав Петров
43. 2013 — 1943 — Йоган Вайс
44. 2013 — Ангел или демон — Виктор Сергеевич, отец Стаса
45. 2013 — Виолетта из Атамановки — Илья Фёдорович Хромов
46. 2013 — Околофутбола — Хомутов, следователь
47. 2013 — Свиридовы — Русков
48. 2015 — Клим — Павел Андрейченко
49. 2015 — Королева красоты — Игорь Шнырёв
50. 2016 — Провокатор — Илья Кулик
51. 2016 — Всем всего хорошего
52. 2016 — Налёт — Антон Дроздов
53. 2018 — Реставратор —  Иван Юрьевич Березин, майор отдела по поиску пропавших без вести
54. 2018 — Мельник — Роман Владимирович Мельник, майор ФСИН
55. 2019 — Рикошет — Константин Андреевич Седой, криминальный бизнесмен
56. 2020 — Водоворот — Каримов, сотрудник УСБ МВД
57. 2020 — На дальних рубежах — майор Николай Лесков, муж Марии
58. 2022 — Эпидемия (2 сезон) — генерал Дегтярёв
59. 2024 — Прелесть — подполковник

## Награды
- 2009 — Поощрительный диплом Премии ФСБ в номинации «Актёрская работа» за исполнение роли сотрудника ФСБ в сериале «Тайная стража. Смертельные игры».